# Oxymycterus hucucha
Oxymycterus hucucha is een zoogdier uit de familie van de Cricetidae. De wetenschappelijke naam van de soort werd voor het eerst geldig gepubliceerd door Hinojosa, Anderson & Patton in 1987.